# بوروف پولسکی
بوروف پولسکی (به لهستانی:  Borów Polski) یک روستا در لهستان است که در گمینا نووه میاستچکو واقع شده‌است. بوروف پولسکی ۱۰۰ نفر جمعیت دارد.